# تلدیگا (آلاباما)
تلدیگا (به انگلیسی: Talladega) یک شهر در ایالات متحده آمریکا است که در شهرستان تالادیگا، آلاباما واقع شده‌است. تلدیگا ۶۶٫۲۷ کیلومتر مربع مساحت و ۱۵٬۶۷۶ نفر جمعیت دارد و ۱۷۰ متر بالاتر از سطح دریا واقع شده‌است.